# Mimoeme lycoides
Mimoeme lycoides är en skalbaggsart som beskrevs av Chemsak och Linsley 1967. Mimoeme lycoides ingår i släktet Mimoeme och familjen långhorningar.
Artens utbredningsområde är Venezuela. Inga underarter finns listade i Catalogue of Life.